# Лютенхольм
Лютенхольм (нем. Lütjenholm, по-полабски Лютичград или Лютичгард, с.-фриз. Läitjholem, дат. Lilholm) — коммуна в Германии, в земле Шлезвиг-Гольштейн.
Входит в состав района Северная Фрисландия. Подчиняется управлению Митлерес-Нордфрисланд. Население составляет 328 человек (на 31 декабря 2018 года). Занимает площадь 10,71 км².
Официальным языком в населённом пункте, помимо немецкого, является севернофризский.